# Буданка
Буда́нка — бывшая река в центральной части Москвы, малый правый приток Москвы-реки. По состоянию на начало 2018 года под руслом Буданки расположены подземные коллекторы. Название реки происходит от фамилии Буданов и от слова «буд» — «строить, постройка».
Длина ручья составляла не более 200 метров, исток находился в водоёме на площади перед Киевским вокзалом. Пруд и верховья реки полностью засыпаны.